# Kordierit
A kordierit vagy iolit, dikrolit, vízzafír magnéziumot és vasat is tartalmazó alumínium-cikloszilikát, a hexagonális cikloszilikátok képviselője, s azon belül is a berill csoport tagja.
Létezik egy magas hőmérsékletű polimorf, az indialit, amely a berillel izostrukturális szerkezetű, és az (Si,Al)6O18 gyűrűkben az Al véletlenszerű eloszlást mutat. A kordieritet szintetizálják és magas hőmérsékletű alkalmazásokban, például katalizátorokban és pizzasütő kövekben is használják.

## Felfedezés és elnevezések
A kordierit, amelyet 1813-ban fedeztek fel, a spanyolországi Almería tartományban található Níjarból származó mintákban. A kordierit a francia geológusról és a mikroszkopikus ásványtan úttörőjéről, Louis Cordierről (1777–1861) kapta a nevét, aki elsőként kezdte tanulmányozni ezt az ásványt.
Az ásvány két korábbi elnevezése a görög eredetű „dikrolit” és a „vízzafír”. A kordierit egyik különleges tulajdonsága a pleokroizmus, amely azt jelenti, hogy különböző irányokból nézve eltérő színekben jelenik meg. A dikrolit név is erre utal, mivel jelentése „kettős színű”. A vízzafír elnevezés szintén a pleokroizmushoz kötődik, mivel egy irányból nézve kék színű, mint a zafír, míg egy másik irányból nézve pedig akár színtelen és tiszta, mint a víz.
A „kordierit” a geológusok által használt elnevezés. Ha az ásvány átlátszó és drágakő minőségű, a drágakő- és ékszerkereskedelemben „iolit” néven ismert. Ez az elnevezés a görög „ios” szóból származik, amely ibolyát jelent, utalva az ásvány jellegzetes ibolyakék színére, amely megfelelő irányból nézve és megfelelő csiszolással érvényesül.

## Történelmi jelentőség
A kordierit történelmi jelentőséggel bír, amely az ókorig nyúlik vissza. Közismert, hogy a vikingek navigációs segédeszközként használták a kordieritet egyedülálló tulajdonsága, a pleokroizmus miatt. A vikingek a kordierit vékony szeleteit polarizáló szűrőként használták, hogy meghatározzák a nap pontos helyzetét a borult napokon is, vagy amikor a Nap a horizont mögött rejtőzött. Ez lehetővé tette számukra, hogy pontosabban és biztonságosabban navigáljanak a nyílt tengeren.
A kordierit szerepe, mint a vikingek iránytűköve, kiérdemelte a „viking iránytű” vagy „viking kő” becenevet. A kordierit ezen történelmi alkalmazása kiemeli a navigációban és a felfedezésben betöltött jelentőségét egy olyan korszakban, amikor a hagyományos navigációs eszközök korlátozottak voltak.
A kordieritet ma is nagyra értékelik egyedülálló szépsége és történelmi jelentősége miatt. Gyakran használják ékszerekben. A vikingek navigációját egykor segítő jellegzetes pleokroizmus tulajdonsága ma még inkább növeli a drágakő vonzerejét, mivel különböző szögből nézve kék, lila, sőt néha szürkés vagy sárgás árnyalatokat is mutathat.
- Bal oldalon: dikroizmust mutató csiszolatlan minta; jobb oldalon: csiszolt kő
- Fazettált iolit drágakő
- A kordierit pleokroizmusa

## Kémiai összetétel
A kordierit egy komplex szilikátásvány, amelynek a kémiai képlete (Mg,Fe)2Al3(AlSi5O18). Ez a képlet tükrözi az összetételét, amely alumínium (Al), szilícium (Si), magnézium (Mg) és vas (Fe) ionokat tartalmaz. A magnézium- és vasionok jelenléte az ásvány szerkezetében jellegzetes színezetet és pleokroizmust eredményez. Ezen ionok relatív mennyisége határozza meg az kordieritban megfigyelhető ibolya-kék szín intenzitását.

## Kristályrendszer és egyéb tulajdonságok
A kordierit az ortorombos kristályrendszerben kristályosodik. Ez azt jelenti, hogy a kristályrácsának három, egymásra merőleges, különböző hosszúságú tengelye van. A kordierit kristályformája változhat, de jellemzően téglalap keresztmetszetű prizmás kristályok formájában alakul ki. A kristályok gyakran hosszúkásak, jól definiált lapokkal és élekkel rendelkezhetnek. A kordierit kristályszerkezete időnként erős trikróm pleokroizmust mutathat, amely különböző szögből nézve határozott kék, lila és halványsárga vagy szürke színeket mutat.
A mikrozárványok jelenléte miatt a kordieritre erőteljes fényjelenségek jellemzőek. Pleokroizmusa révén kristályszerkezete három tengelye mentén eltérően töri meg a beérkező fényt, amelynek eredményeként színtelen-halványsárga vagy sárgásbarna, halványkék vagy kékesszürke, illetve ibolyakék vagy sötétkék árnyalatokban tündökölhet. Ennek köszönhetően egy bizonyos szögből kékes árnyalatú kordierit színtelennek vagy sárgának is tűnhet, míg egy ibolyaszínű példány akár barnásnak is.
A zárványai okozta egyéb fényjelenségei lehetnek még az aszterizmus („csillag-effektus”), a felszínén vándorló fényjelenség – az ún. „macskaszem-hatás”, és a csillámló-ragyogó aventurescencia (Schiller-effektus) is.

## Megjelenés
A kordierit jellemzően pelites (agyagos) kőzetek érintkezésében vagy regionális metamorfózisa során alakul ki. Különösen gyakori a pelites kőzetek érintkezési metamorfózisa következtében létrejött tűzkövekben.
Két gyakori metamorf ásványegyüttes a szillimanit-kordierit-spinell és a kordierit-spinell-plagioklász-ortopiroxén. Egyéb kapcsolódó ásványi anyagok közé tartozik a gránát (kordierit-gránát-szillimanit gneiszek) és az antofillit.
A kordierit egyes gránitokban, pegmatitokban és a gabbró magmákban is előfordul. Az átalakítási termékek közé tartozik a csillám, a klorit és a talkum. A kordierit például a cornwalli Geevor ónbányában a gránit érintkezési zónában fordul elő.

## Lelőhelyek
A kordierit a világ számos pontján megtalálható, bár a jelentősebb lelőhelyek viszonylag korlátozottak a gyakoribb drágakövekhez képest. A kordierit jelentős forrásai közé tartozik:
1. India: India a kordierit egyik kiemelkedő forrása. Orissa állam ismert a kiváló minőségű kordierit drágakövek előállításáról.
2. Srí Lanka: A gazdag drágakő-lelőhelyeiről ismert Srí Lanka szintén termel kordieritet. A drágakő gyakran más értékes drágakövekkel, például zafírokkal és spinellekkel együtt található.
3. Madagaszkár: Madagaszkár a kordierit másik fontos forrása. Az ország drágakőbányászati területein, például Ilakaka régióban számos drágakő, köztük kordierit is található.
4. Mianmar: Mianmarban is termelnek kordieritet, bár a mennyiség és a minőség változó lehet.
5. Tanzánia: Tanzániában található némi kordierit, különösen a drágakőbányászatról ismert területeken, például az Umba-völgyben.
6. Brazília: Brazíliában is termeltek kordieritet, néhány lelőhelyet találtak Minas Geraisban és Bahiában.
7. Egyesült Államok: Az Egyesült Államokban is megtalálható kordierit, többek között olyan államokban, mint Connecticut, Wyoming és Montana.

## Drágakőfajták
Amikor átlátszó és nagy tisztaságú kordieritet találnak, drágakőnek használják fel. A drágakő- és ékszeriparban „iolit” néven ismert. A csiszolt iolit mérete általában 1 és 10 karát között mozog. Az 5 karát nagyobb iolitok ritkák. Az iolitokat általában fazettált drágakövek formájában csiszolják, de gyakran készítenek belőlük kabochonokat is.
Az iolit alternatív drágakőként használható bármely más drágakő helyett, mivel az ára lényegesen alacsonyabb.
A „iolit” név a görög ibolya szóból származik. Egy másik régi elnevezés a dichroit, amely a görög „kétszínű kőzet” szóból származik, ez a kordierit erős pleokroizmusára utal. Továbbá „vízi zafírnak” és »vikingek iránytűjének« is nevezték, mivel hasznos volt a nap irányának meghatározására borult napokon, a vikingek ugyanis erre a célra használták, ami az égbolt feletti polarizációs irányának meghatározásával működik. A levegőmolekulák által szórt fény polarizálódik, és a polarizáció iránya derékszögben áll a napra mutató egyenessel, még akkor is, ha magát a napkorongot sűrű köd takarja, vagy éppen a horizont alatt fekszik.
A drágakőminőségű iolit színe a fényszög változásával a zafírkéktől az ibolyáskéken át, a sárgás szürkéig és a világoskékig terjed. Mivel színben és megjelenésben is a zafírra emlékeztet, gyakran használják ékszerekben szimulált zafírként. Olcsóbb, de sokkal puhább, mint a sokkal puhább, mint a zafír, és bőségesen megtalálható Ausztráliában (Északi Terület), Brazíliában, Burmában, Kanadában (az Északnyugati Területek Yellowknife területe), Indiában, Madagaszkáron, Namíbiában, Sri Lankán, Tanzániában és az Egyesült Államokban (Connecticut). A legnagyobb talált iolitkristály súlya több mint 24 000 karát (4800 g), és az amerikai Wyomingban fedezték fel.
A kék iolit másik neve a steinheilit, Fabian Steinheil, Finnország orosz katonai kormányzójáról kapta, aki megfigyelte, hogy ez egy a kvarctól eltérő ásvány. A praseolit egy másik iolitfajta, amely hőkezeléssel keletkezik.
A praseolit egy másik iolit változat. Nem összetévesztendő a prasiolittal.
Az iolit kihívást jelent a fazettázás szempontjából erős pleokroizmusának köszönhetően. A csiszolónak alaposan meg kell vizsgálnia a követ, és a csúcsminőségű szín tengelyét a drágakő táblájának síkjára merőlegesen kell elhelyeznie. Jó színű drágakövet csak akkor kaphatunk, ha ezeket a csiszolási szabályokat betartjuk.
Az 5 karátot meghaladó fazettált iolit drágakövek ritkák. A legtöbb kő két karátos vagy annál kisebb. Ezek a kis kövek gyakran a legjobb színűek, mivel az iolit gyakran sötét tónusú.
Az iolittal szinte soha nem találkozunk tömegesen forgalmazott ékszerekben. Ez egy olyan drágakő, amely ismeretlen az átlagfogyasztó számára, mivel nem népszerűsítik. Az ékszerészek sem rendelnek belőle, sem nem forgalmazzák, mert nem bíznak abban, hogy elegendő mennyiségű, jó minőségű alapanyag áll majd rendelkezésre a kereslet kiszolgálására. Ez meglepő, mivel jelentős iolit lelőhelyek találhatók számos országban. Értékét az ékszeriparban nem alakították ki, ezért az ára alacsony.
Az ékszerekben való felhasználás mellett az iolit geológiai és ásványtani tulajdonságai miatt az ásványgyűjtők és rajongók számára is értéket képvisel. Különböző geológiai környezetben való előfordulása miatt a gyűjtők körében, akik értékelik sokféleségét és egyedi tulajdonságait, különösen keresetté teszik.

## Ipari felhasználás
A kordierit és a hasonló ásványok számos ipari területen találtak alkalmazásra, különösen egyedi optikai tulajdonságaik miatt. Az egyik figyelemre méltó alkalmazásuk a vékonyréteg bevonatokban és optikai eszközökben van. Az iolit vékony filmjei bevonatként használhatók üvegre vagy más átlátszó anyagokra, hogy javítsák azok optikai tulajdonságait. A kordierit pleokroizmusát ki lehet használni olyan optikai szűrők és eszközök létrehozására, amelyek a fényt sajátos módon manipulálják. Ezek a bevonatok olyan iparágakban használhatók, mint az optika, a távközlés és az elektronika.
Az autóiparban a kordieritet katalizátorokban használják kiváló hőstabilitása és alacsony hőtágulása miatt.
A katalizátorokat általában szintetikus kordieritet tartalmazó kerámiából készítik. A gyártási folyamat során a kordieritkristályokat szándékosan egymás mellé igazítják, hogy kihasználják a nagyon alacsony hőtágulást az egyik tengely mentén. Ez megakadályozza, hogy a katalizátor használatakor hősokk okozta repedések keletkezzenek.
A kordieritet a kemencebútorok gyártásánál használják lenyűgöző hősokkállósága miatt, amely lehetővé teszi, hogy repedés nélkül ellenálljon a gyors hőmérséklet-változásoknak
Emellett szigetelőberendezések és elektromos fűtőelemek gyártásához is alkalmazzák biztosítékokban, termosztátokban és világítástechnikában.

## Iolitutánzatok és -kezelések

### Kezelési módszerek
Ellentétben a szintén kék színű tanzanittal, az iolitot ritkán kezelik. A kiváló minőségű iolit természetes módon nyeri el gyönyörű kék és ibolya színeit. A szokásos csiszolást és polírozást leszámítva nem igényel egyéb javítást.
Természetesen nem minden iolit rendelkezik kiváló színnel. Egyes drágakövek szürkésnek vagy szinte színtelennek tűnhetnek. A leggyakoribb kezelési módszerek:
1. Hőkezelés: A hőkezelést általában az iolit színének élénkítésére alkalmazzák, valamint a barna és sárga tónusok eltávolítására, vagy csökkentésére. A drágakő felmelegítése fokozhatja pleokroikus tulajdonságait, és színét a kívánatosabb ibolyakék árnyalat felé tolhatja el.
2. Felületkezelés: Felületkezeléseket alkalmazhatnak az iolit színének vagy optikai tulajdonságainak ideiglenes javítására. Ezek a bevonatok azonban idővel lekophatnak, és befolyásolhatják a kő megjelenését és tartósságát.
3. Festés: A festés során színfokozó anyagokat juttatnak a kő repedéseibe, illetve pórusaiba, hogy javítsák a színét. Ezt a kezelést általában instabilnak tartják, és idővel a szín kifakulását vagy változását eredményezheti.
4. Olaj- vagy gyantainfúzió: Olaj vagy gyanta használható az iolit tisztaságának javítására a felszínre hatoló repedések kitöltésével. Ez a kezelés javíthatja az átlátszóságát, viszont nem tartós.

### Hogyan lehet megkülönböztetni a természetes és a kezelt iolitot
A természetes iolit és a kezelt iolit felismerése gyakorlott szemet és néha speciális felszerelést igényel. Íme néhány módszer, amely segíthet a két típus megkülönböztetésében:
1. Szín: A természetes iolit pleokroizmusa hasznos indikátor lehet. Vizsgálja meg a követ különböző szögekből, hogy megfigyelhesse a színváltozásokat. A kezelt iolit egyenletesebb színt mutathat.
2. Mikroszkópos vizsgálat: A gemológus mikroszkóp alatt megvizsgálhatja a követ, hogy azonosítani tudja a kezelések jeleit, például a felületi bevonatokat, festékmaradványokat vagy anyagokkal kitöltött repedéseket.
3. Nagyítóval történő vizsgálat: Vizsgálja meg a drágakövet egy ékszerész nagyítója alatt, és keressen látható felületi bevonatokat, maradványokat vagy egyéb szabálytalanságokat, amelyek kezelésre utalhatnak.
4. UV-fluoreszcencia: Egyes kezelések hatására az iolit ultraibolya (UV) fényben szokatlan fluoreszcenciát mutathat. A kő fluoreszcenciájának összehasonlítása ismert természetes mintákkal segíthet a kezelések azonosításában.
5. Beékelődési minták: A természetes drágakövek gyakran egyedi mintázattal rendelkeznek, amelyek „ujjlenyomatként” szolgálhatnak eredetükre vonatkozóan. A tapasztalt gemológusok felismerhetik ezeket a mintákat, hogy meghatározhassák, hogy a kő kezelésen esett-e át.
6. Minősítés: Iolit vásárlásakor, különösen a nagyobb értékű darabok esetében, érdemes tanúsítványt kérni megbízható gemológiai laboratóriumoktól. Ezek a tanúsítványok információt adhatnak a drágakő eredetéről, kezeléséről és hitelességéről.
7. Szakértői vélemény: Ha bizonytalan egy iolit eredetiségét vagy kezelési állapotát illetően, kérje ki egy képzett gemológus vagy ékszerész véleményét. Az ő szakértelmük segíthet megalapozott döntést hozni.

Fontos megjegyezni, hogy a kezelt drágakövek nem feltétlenül rosszabb minőségűek, de a kezelések és azok lehetséges hatása a drágakő megjelenésére és tartósságára vonatkozó átláthatóság elengedhetetlen úgy a fogyasztók, mint az ékszerkereskedelem számára.